# تهريب

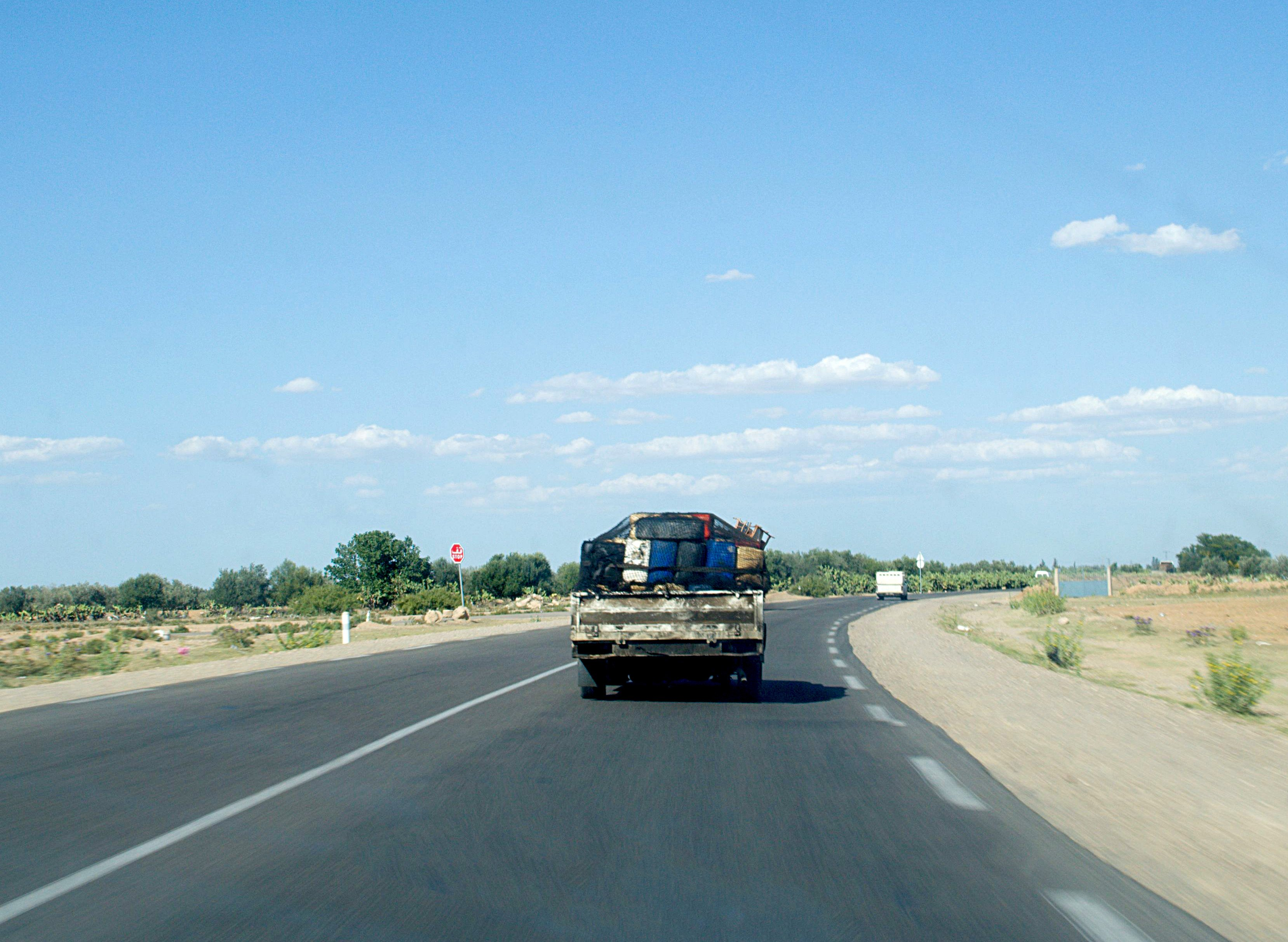
تهريب الوقود يسبب عبئا على الاقتصاد في دول عربية عدة

التهريب هو إدخال البضائع إلى البلاد أو إخراجها منها بصفة غير شرعية دون اداء الرسوم الجمركية، والرسوم والضرائب الأخرى كليا اوجزئيا أو خلافا لاحكام المنع والتقييد الواردة في هذا القانون أو في القوانين والأنظمة الأخرى.
والدوافع المحركة للتهريب هي في الغالب المشاركة في تجارة ببضاعة غير مشروعة كالمخدرات أو تجارة السلاح أو الهجرة غير الشرعية أو قد يدفعها التهرب الضريبي أو البيع في الخفاء إن كانت البضاعة مسروقة.